# Cheiracanthium incomptum
Cheiracanthium incomptum là một loài nhện trong họ Miturgidae.
Loài này thuộc chi Cheiracanthium. Cheiracanthium incomptum được Tord Tamerlan Teodor Thorell miêu tả năm 1891.